# Friedrich Engels
Friedrich Engels (n. 28 noiembrie 1820, Barmen⁠(d), Regatul Prusiei – d. 5 august 1895, Londra, Regatul Unit al Marii Britanii și Irlandei) a fost un filozof politic german, din secolul al XIX-lea. Împreună cu partenerul său, mai bine cunoscutul Karl Marx, Engels a dezvoltat ideologia comunistă, a fost coautor al Manifestului Partidului Comunist (1848). Engels a editat mai multe volume din Das Kapital (Capitalul), după moartea lui Marx.

## Biografie
Engels s-a născut în Barmen-Elberfeld (acum Wuppertal) într-o familie înstărită, de religie protestantă, ca prim fiu al unui industriaș german din domeniul textilelor. Tatăl și-a trimis fiul, încă tânăr, în Anglia să ajute la conducerea fabricii de bumbac a familiei din Manchester. Șocat de sărăcia larg răspândită și de exploatarea nemiloasă a muncitorilor englezi, el a început să scrie un raport care a fost publicat în 1845 sub numele de Condiția clasei muncitoare în Anglia în 1844. 

### Franța și Belgia
În același an, Engels a început să contribuie la jurnalele numite Analele Franco-Germane, care au fost editate și publicate de Karl Marx în Paris. După ce s-au întâlnit pentru prima oară, au descoperit că au o viziune similară asupra capitalismului și au decis să conlucreze mai strâns. După ce Marx a fost deportat din Franța în ianuarie 1845, cei doi au decis să se mute în Belgia, unde exista o mai mare libertate de expresie decât în alte țări din Europa. 
În iulie 1845, Engels l-a luat pe Marx în Anglia. Aici, a întâlnit o muncitoare irlandeză numită Mary Burns, cu care a trăit până ce aceasta a murit; după aceea, a trăit cu sora ei, Lizzie. Această femeie l-a introdus, se pare, în mișcarea chartistă, pe ai cărei lideri i-a întâlnit, inclusiv pe George Harney. Engels și Marx s-au reîntors la Bruxelles în ianuarie 1846, unde au pus bazele Comitetului de Corespondență Comunistă. Planul lor era să-i unească pe liderii socialiști din toată Europa. Socialiștii din Anglia, influențați de ideile lui Marx, au ținut o conferință în Londra, unde au format o nouă organizație numită Liga Comunistă. Engels a participat la conferință în calitate de delegat și a avut o mare influență asupra dezvoltării strategiei de acțiune. 

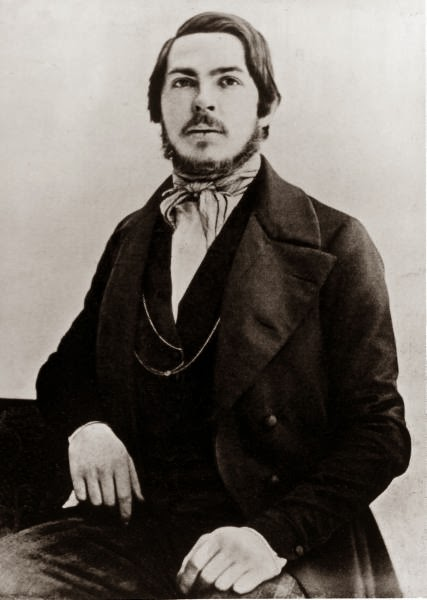
Friedrich Engels într-o imagine din tinerețea sa

În 1847, Engels și Marx au început să scrie împreună o broșură, bazată pe lucrarea lui Engels Principiile Comunismului. Broșura de 12.000 de cuvinte a fost scrisă în șase săptămâni și era astfel concepută încât să facă teoria comunismului accesibilă unui public cât mai larg. Lucrarea a fost numită Manifestul Comunist și a fost publicată în februarie 1848. În martie, atât Marx, cât și Engels au fost expulzați din Belgia. S-au mutat în Köln, unde au început să publice un ziar radical, Noua Gazetă Renană. 
Engels  a fost un participant activ la Revoluția din 1848, luând parte la revolta din Elberfeld. Engels a luptat în campania Baden împotriva prusacilor (iunie – iulie 1849) ca adjutant al lui August Willich, care era conducătorul Corpurilor Libere în revolta din Baden-Palatinate. 

### Anglia
După 1849, atât Engels, cât și Marx au fost siliți să părăsească țara și să se mute la Londra. Autoritățile Prusiei au făcut presiuni asupra guvernului britanic pentru a-i expulza pe cei doi, dar Prim-ministrul de atunci, John Russell, nu a fost de acord cu cererea prusacă. 
Numai cu banii pe care îi putea câștiga Engels, familia Marx a trăit în mare sărăcie. Pentru a-l ajuta pe Marx cu ceva bani, Engels s-a reîntors la muncă în fabrica tatălui său din Manchester, înainte de a se muta în Londra, în 1870. După moartea lui Marx din 1883, Engels și-a dedicat restul vieții traducerii și editării scrierilor lui Marx. Totodată, a fundamentat teoria socialismului științific, sub denumirea de materialism dialectic, prin cea mai relevantă dintre scrierile sale, Dezvoltarea socialismului de la utopie la știință, 1880, o broșură rezumativă a lucrării sale de mai mari dimensiuni Domnul Eugen Duhring revoluționează știința, cunoscută și ca Anti-Duhring -1878. Friedrich Engels a  murit în 1895, la Londra.

## Lucrări
- Anti-Dühring
- Dialectica naturii
- Ludwig Feuerbach și sfârșitul filozofiei clasice germane
- Originile familiei, proprietății private și  statului
- Revoluție și contrarevoluție în Germania
- Ideologia germană (împreună cu Marx)
- Sfânta familie (împreună cu Marx)
- Războiul țărănesc în Germania